# Zara Phillips
Zara Anne Elizabeth Tindall, MBE (n. Phillips, 15 de maig de 1981) és la segona i única filla d'Anna i del seu primer espòs el Capità Mark Phillips. És la neta gran de la Reina Isabel II i del Príncep Felip, Duc d'Edimburg.
Nascuda el 1981, Zara, igual que el seu germà Peter no gaudeix d'un títol o estil real per decisió dels seus pares, i és actualment la dinovena en la línia de successió al tron Britànic.
Una eqüestre d'elit, ha guanyat l'Eventing World Champion, el Campionat Mundial a Aquisgrà i va ser votada el 2006 com a Esportista de l'any de la BBC (un premi que a la seva mare li va ser atorgat en 1977). Zara va ser nomenada Membre de l'Ordre de l'Imperi Britànic (MBE) el 2007 pel seu servei a l'equitació.
Zara té un germà gran, Peter Phillips, nascut el 15 de novembre de 1977, i dues germanes de pare, Felicity Tonkin, nascuda el 1985, de l'amant del seu pare, Heather Tonkin, i Stephanie Phillips, nascuda el 2 d'octubre de 1997, de la segona esposa del seu pare, Sandy Pflueger.

## Infància i joventut
Zara va néixer a l'Hospital de St. Mary's a Paddington, Londres. Va ser batejada el 27 de juliol de 1981 al Castell de Windsor, té cinc padrins: el seu oncle el Príncep Andreu, Duc de York, Leonora Anson, Comtessa de Lichfield, Lady Helen Stewart, Andrew Parker-Bowles i Hugh Thomas.
Zara va començar la seva educació a l'escola d'infermeria de Minchinhampton. Després va cursar en Beaudesert Park School i Port Regis Prep School, abans de completar la seva educació en Gordonstoun a Moray, Escòcia. Temps després es va graduar com a fisioterapeuta especialitzant-se en Fisioteràpia equina a la Universitat d'Exeter.
Durant el seu temps a l'escola, es va distingir en diverses activitats esportives i va representar a les seves escoles en hoquei, atletisme i gimnàstica.

## Eqüestre
Seguint els passos dels seus pares, Zara és una consumada amazona. El juny de 2003, Zara va anunciar que havia aconseguit un conveni de patrocini amb Cantor Index, una companyia líder en assegurar cobrir els costos per a les carreres eqüestres.
Juntament amb el seu cavall "Toytown", ha guanyat medalles d'or tant individuals com en equip en 2005, a l'European Eventing Championship en Blenheim, una medalla d'or individual i una de plata en equip en el FEI World Equestrian Games a Aquisgrà, Alemanya, guanyant el Eventing World Champion.
Va ser una de les seleccionades per participar en els Jocs Olímpics de Pequín 2008 muntant a "Toytown". Va ser una dels cinc membres de l'equip britànic durant aquests Jocs, que van tenir lloc a Hong Kong. Finalment, Zara no va poder competir a causa d'una lesió del seu cavall.
Zara Phillips va debutar en els Jocs Olímpics de Londres 2012 en la categoria Concurs complet per equips, davant l'atenta mirada dels seus familiars més pròxims, aconseguint la medalla de plata en aquesta categoria. El seu cavall va ser High Kingdom.

## Compromisos reials
Com neta gran de la Reina Isabel II, Zara porta a terme deures reals en nom de la Família Reial. El 2003, Zara i el seu SAR la Princesa Reial, van prendre part en el primer doble nomenament d'embarcacions al Regne Unit. SAR la Princesa Reial, va nomenar als creuers de P & O "Oceana" i "Zara" i la seva embarcació germana "Adonia".
Freqüentment atén diversos esdeveniments de caritat i ha donat suport certes causes pel seu compte, principalment per lesions de columna vertebral, caritats eqüestres i de nens.

## Vida personal
Les seves relacions freqüentment tempestuoses amb el seu promès Richard Johnson, amb el qual va viure cinc anys, van atreure l'atenció dels paparazzi britànics. La parella es va separar al novembre de 2003 i es va convertir en notícies de primera plana.
Al desembre de 2010 es va anunciar el compromís amb Mike Tindall, jugador de rugbi del Gloucester Rugby i que va ser part de l'equip Copa Mundial Anglesa el 2003. La parella va contraure matrimoni el 30 de juliol de 2011 a la parròquia de Canongate Kirk, a Edimburg, Escòcia, davant 400 convidats. Es va informar que Zara seguiria utilitzant professionalment el seu cognom de soltera i només utilitzaria el cognom Tindall en la seva vida privada.
Al juliol de 2013 va saltar la notícia que Zara estava embarassada del seu primer fill. Va donar a llum a la seva primera filla, Mia Grace Tindall, el 17 de gener de 2014 en el Gloucestershire Royal Hospital. La nena, que actualment ocupa el divuitè lloc en la línia de successió al tron britànic, va ser batejada el 30 de novembre de 2014 a l'església de Sant Nicolau, a Cherintong.
El novembre de 2016 la Casa Reial Britànica va anunciar que Zara estava embarassada per segona vegada. Al desembre d'aquest mateix any es va donar a conèixer que Zara havia patit un avortament. Temps després, al juliol de 2018, Phillips va donar a conèixer en una entrevista que va tenir dos avortaments espontanis en total.
El gener de 2018, el Palau de Buckinham va donar a conèixer un nou embaràs de Zara. El 18 de juny de 2018 va néixer la segona filla del matrimoni, Lena Elizabeth Tindall, a la Unitat de Maternitat de l'Stroud General Hospital.
El seu tercer fill, un nen anomenat Lucas Philip Tindall, va néixer el 21 de març de 2021 a Gatcombe Park (al bany de casa).
Zara és padrina del príncep Jordi de Cambridge, primer fill del príncep Guillem i de la seva esposa, la duquessa de Cambridge.